# Haut-Rhône dauphinois
 (janvier 2025).
Le nom Haut-Rhône dauphinois désigne un des 13 territoires de l'Isère.
Cette division du département permet de trouver une maison du Conseil général implantée sur chaque territoire au plus proche de chaque isérois, afin d'"être plus réactif, simplifier les démarches et faciliter le traitement des dossiers" (Cf.: Site du Conseil Général de l'Isère )
La maison du Conseil général se situe à Crémieu sur ce territoire; les communes qui en dépendent sont :
- Annoisin-Chatelans
- Anthon
- Arandon
- Bouvesse-Quirieu
- Brangues
- Chamagnieu
- Charette
- Charvieu-Chavagneux
- Chavanoz
- Chozeau
- Courtenay
- Crémieu
- Creys-Mepieu
- Dizimieu
- Frontonas
- Hières-sur-Amby
- Janneyrias
- La Balme-les-Grottes
- Le Bouchage
- Les Avenières Veyrins-Thuellin
- Leyrieu
- Montalieu-Vercieu
- Moras
- Morestel
- Optevoz
- Panossas
- Parmilieu
- Passins
- Pont-de-Cheruy
- Porcieu-Amblagnieu
- Saint-Baudille-de-la-Tour
- Saint Romain de Jalionas
- Saint-Sorlin-de-Morestel
- Saint-Victor-de-Morestel
- Sermérieu
- Siccieu-Saint-Julien-et-Carisieu
- Soleymieu
- Tignieu-Jameyzieu
- Vasselin
- Vernas
- Vertrieu
- Veyssilieu
- Vézeronce-Curtin
- Villemoirieu
- Villette-d'Anthon

## Source
Site du Conseil Général de l'Isère